# Helictotrichon quadridentulum
Helictotrichon quadridentulum är en gräsart som först beskrevs av Johann es Christoph Christian Döll, och fick sitt nu gällande namn av Stephen Andrew Renvoize. Helictotrichon quadridentulum ingår i släktet Helictotrichon och familjen gräs. Inga underarter finns listade i Catalogue of Life.